# Syncarpha
Genre
Classification phylogénétique
Syncarpha est un genre de plantes à fleurs de la famille des Asteraceae. Les espèces sont endémiques en Afrique du Sud depuis le cap-Occidental jusqu'au cap-Oriental.

## Espèces
les plus courantes sont:
- Syncarpha argentea
- Syncarpha argyropsis (= Helipterum argyropsis)